# Rolf Friedmann
Rolf Friedmann (eigentlich Rudolf Friedmann; * 19. Juli 1878 in Chișinău; † 9. November 1957 in Bautzen) war ein deutscher Maler in der Lausitz.

## Leben und Werk
Friedmann studierte bei Leon Pohle und Gotthardt Kühl an der Dresdner Kunstakademie. Seit etwa 1909 arbeitet er als freischaffender Künstler in Bautzen, wo er auch eine Zeichenkunstschule betrieb. Ab 1920 war er als Gründungsmitglied 1. Vorsitzender des Lausitzer Künstlerbundes, der „durch geschlossenes Auftreten einen möglichst vollständigen Überblick der laufenden Entwicklung des Kunstschaffens der gesamten Lausitz“ geben wollte. Friedmann war "der Maler des Oberlausitzer, insbesondere des Bautzner Stadtbilds."
In der Zeit des Nationalsozialismus war Friedmann obligatorisch Mitglied der Reichskammer der bildenden Künste. Das Bautzener Adressbuch verzeichnete ihn 1938 als „Friedmann, Rudolf, akad. Kunstmaler, Wend. Graben 3“.
Studienreisen führten Friedmann nach Italien, Ägypten, in die Türkei und nach Bulgarien.
Nach dem Ende des Zweiten Weltkrieges arbeitete Friedmann wieder in Bautzen und erweckte, u. a. mit Gerhard Benzig, den Lausitzer Künstlerbund wieder zum Leben.

## Werke (Auswahl)

### Malerei (Auswahl)
- Wendischer Graben (Öl auf Leinwand, 111 × 90,5 cm; Sächsischer Kunstfonds)[5]

### Illustrationen (Auswahl)
- Manfred Reiche: Aus meiner Schmiede. Lieder aus dem Leben. Weller´sche Verlagsbuchhandlung, Bautzen, 1913
- Sonderausgabe für den Sternfreund. Zentralstelle der astronomischen Arbeitsgemeinschaften, FDJ-Sternwarte Bautzen, 1947

## Ausstellungen (unvollständig)
- 1909: Dresden, Sächsischer Kunstverein[6]
- 1919: Bautzen, Stadtmuseum (Ausstellung der Freien Künstlervereinigung von Bautzen)[7]
- 1919: Bautzen, Stadtmuseum (Ausstellung des Kunstvereins zu Bautzen)[8]
- 1925: Görlitz, Görlitzer Gedenkhalle („Kunstschau des Lausitzer Künsterbunds“)
- 1933: Bautzen („5. Ausstellung der Arbeitsgemeinschaft der Lausitzer Bildenden Künstler“)
- 1934: Dresden, Brühlsche Terrasse („Sächsische Kunstausstellung“)
- 1948: Bautzen, Stadtmuseum (2. Jahresausstellung Lausitzer bildender Künstler)[9]
- 1949: Görlitz, Aula der 10. Grundschule („3. Jahresausstellung Lausitzer Bildender Künstler“)[10]
- 1956: Bautzen, Stadtmuseum (Personalausstellung)